# Phloga polystachya
Phloga polystachya là loài thực vật có hoa thuộc họ Arecaceae. Loài này được Noronha miêu tả khoa học đầu tiên năm 1811.